# بردنغون (مقاطعة كلاردشت)
بردنغون (بالفارسية: پردن‌گون) هي قرية تقع في قسم بيرون‌بشم الريفي (مقاطعة كلاردشت) في إيران. يقدر عدد سكانها بـ 667 نسمة بحسب إحصاء 2016.